# Zbór Kościoła Chrześcijan Wiary Ewangelicznej „Spichlerz” w Warszawie

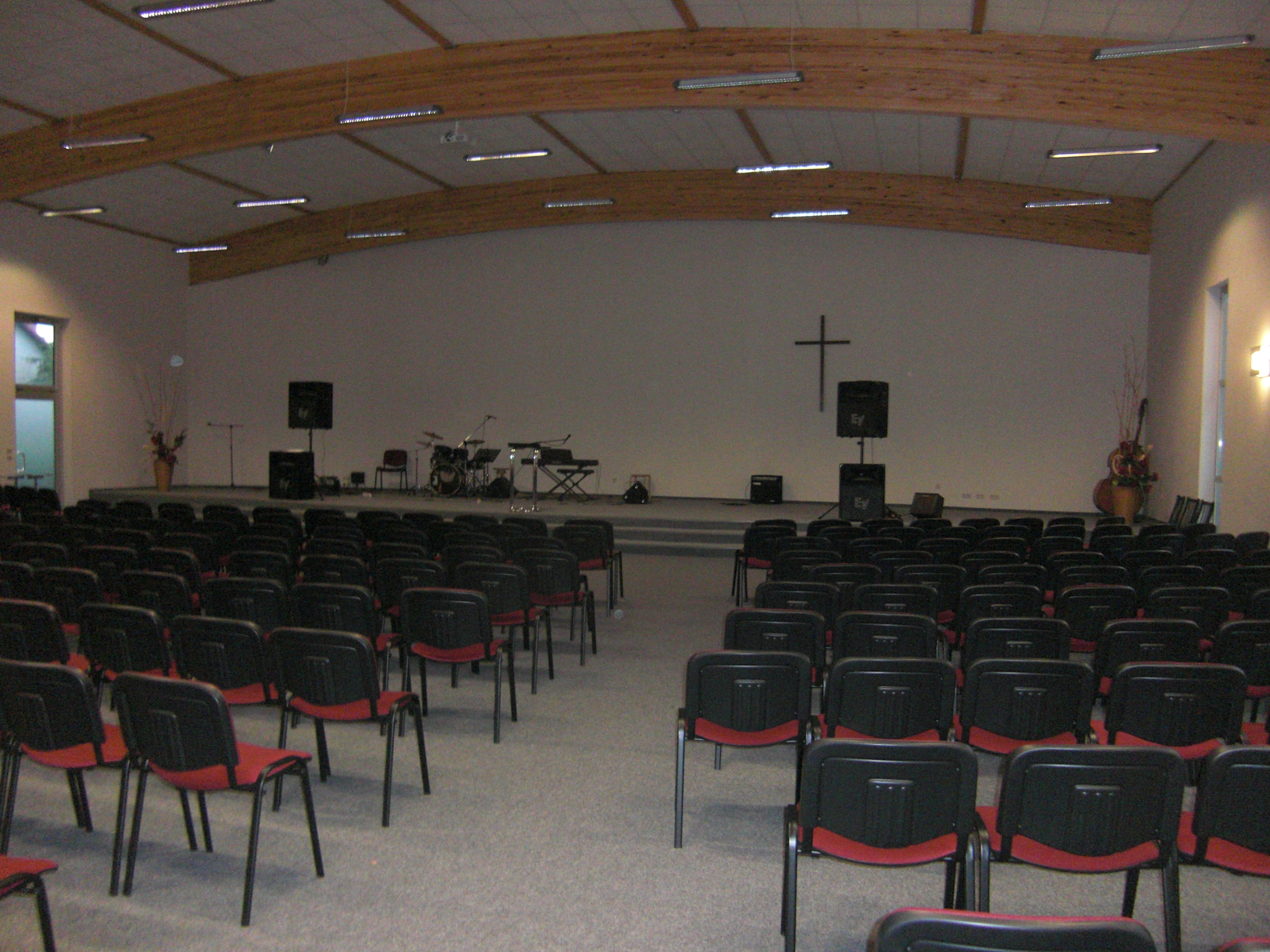
Sala nabożeństw

Zbór Kościoła Chrześcijan Wiary Ewangelicznej „Spichlerz” w Warszawie – zbór Kościoła Chrześcijan Wiary Ewangelicznej z siedzibą w Warszawie przy ulicy Wybornej 20. Jego pastorem jest Andrzej Stepanov. Zbór reprezentuje trzecią falę pentekostalizmu.

## Historia
Powstanie zboru związane jest z działalnością rzymskokatolickiej grupy charyzmatycznej przy parafii Świętych Rafała i Alberta w Warszawie prowadzonej przez Andrzeja Stepanova, studenta Akademii Teologii Katolickiej, działającego w Ruchu Odnowy w Duchu Świętym. Duże oddziaływanie na jego służbę miała aktywność ks. Ricardo Argañaraza z organizacji Koinonia Jan Chrzciciel. Spotkaniom warszawskiej wspólnoty Stepanova towarzyszyły manifestacje charyzmatyczne, chrzty w Duchu Świętym, padanie w duchu, glosolalia, czy dar śmiechu.
Z uwagi na zarzuty, że reprezentowana przez tę grupę duchowość jest sprzeczna z założeniami rzymskiego katolicyzmu, Stepanov został usunięty z prowadzenia działalności w parafii oraz zawieszony w prawach studenta Akademii Teologii Katolickiej, a później z niej wydalony. Spotkania zgromadzonej wokół niego wspólnoty rozpoczęto organizować w mieszkaniach prywatnych. Po roku spotkań w nowej formie postanowiono o powołaniu wspólnoty „Tylko Jezus”, jak również o zerwaniu z katolicyzmem i współpracy z pastorem T.L. Osbornem.
28 lutego 2000 wspólnota weszła jako zbór w skład Kościoła Chrześcijan Wiary Ewangelicznej, dokonano wówczas zmiany nazwy na „Spichlerz”, z uwagi na możliwość budzenia błędnych skojarzeń z ruchem „Jesus only”, reprezentowanym przez branhamizm.
W 2007 zbór skupiał około 250 aktywnych członków i sympatyków.
Zbór utworzył szereg zborów-córek na terenie całej Polski (m.in. w Zielonej Górze, Wałbrzychu, Gdańsku i Cieszynie) oraz poza jej granicami. Sieć tych wspólnot tworzy niezależną strukturę w ramach Kościoła Chrześcijan Wiary Ewangelicznej, której członkowie w 2016 reprezentowali 1/3 ogółu wiernych kościoła.

## Działalność
Poza nabożeństwami niedzielnymi, organizowane są spotkania grup domowych. Działa grupa dla mężczyzn oraz dla kobiet, a także szkoła biblijna. Odbywają się spotkania dla dzieci w ramach kościoła dziecięcego.
W skład służby ewangelizacji wchodzą dwie grupy – grupa lokalna zajmująca się ewangelizacją na terenie Warszawy oraz „Misja Kerygma”, prowadząca ewangelizacje wyjazdowe.
W kościele prowadzona jest działalność służby domu, zajmującej się utrzymaniem jego siedziby, służby administracyjnej, służby medialnej, jak również służby uwielbieniowej, zaangażowanej w oprawę muzyczną. 